# Rovaselkäjävri
Rovaselkäjävri eller Roavvijävri är en sjö i Finland. Den ligger i kommunen Enare i landskapet Lappland, i den norra delen av landet, 1 000 km norr om huvudstaden Helsingfors. Rovaselkäjävri ligger 254,1 meter över havet. Omgivningarna runt Rovaselkäjävri är i huvudsak ett öppet busklandskap. Arean är 54,2 hektar och strandlinjen är 9,76 kilometer lång. Sjön  ingår i Pasvik älvs huvudavrinningsområde. 